# Ethel Cain
Hayden Silas Anhedönia (24 de març del 1998), coneguda professionalment com a Ethel Cain, és una artista, cantant i compositora nascuda a Tallahassee instal·lada actualment a Enterprise.
A mitjan 2017, Cain va començar a experimentar amb la composició, gravació i producció del seu propi estil: una música etèria inspirada en el cant gregorià. Després de llançar diversos mixtapes i EP sota el sobrenom "White Silas" a plataformes de streaming com SoundCloud i Tumblr, va adoptar un so més alternatiu i va començar a utilitzar el sobrenom Ethel Cain a mitjan 2019. La seva música tracta temes pertanyents a la nostàlgia i al gòtic nord-americà del sud dels Estats Units, com ara la pobresa, l'abús de substàncies, la violència domèstica, la mort i el trauma transgeneracional. La seva música s'ha associat amb gèneres com ara l'ambient, el rock alternatiu i el dream pop.

## Primers anys
Cain va créixer al comtat de Taylor, Florida. Nascuda en una família de baptistes del sud, el seu pare era diaca i des de ben jove va cantar al cor. Va deixar l'església als 16 anys després de declarar-se gai a la seva família amb 12 anys. En el seu 20è aniversari va presentar-se com una dona transgènere.
Cain s'inspira en la música gospel, la música country, el rock clàssic i en artistes de música alternativa com Lana del Rey.

## Carrera

### 2017–2019: inici de la seva carrera
L'any 2017, mentre plantejava inscriure's en l'escola de cinema de la Florida State University, Cain va començar a experimentar amb la creació de música inspirada en corals amb una gran reverberació a GarageBand. Del 2017 al 2018, va presentar les seves obres a un petit nombre d'amics i seguidors a Twitter i Instagram, sota els noms de White Silas i Atlas. L'any 2019, després del llançament del seu senzill debut com a Ethel Cain, titulat 'Bruises', va contactar amb l'artista Nicole Dollanganger a través de les xarxes socials i en va ser telonera durant la seva gira 'Heart Shaped Bed'.
El setembre del 2019, va llançar una petita col·lecció de cançons titulada Carpet Bed, el seu primer EP sota el sobrenom de Cain.
El desembre del 2019, després del llançament del seu EP Golden Age, va comptar amb el suport de l'artista Wicca Phase Springs Eternal, que va elogiar Cain per la seva "composició madura i comprensió de la melodia".

### 2020–2021:Inbred
El gener del 2020, després de la recomanació de Wicca Phase Springs Eternal, Cain va ser descoberta pel raper Lil Aaron. Mentre encapçalava la gira "Queer and Unusual" juntament amb Girlfiend, Edith Underground i Lil Bo Weep a Los Angeles, Aaron va convidar Cain a reunir-se amb la seva editorial Prescription Songs i va signar amb ells poc després.
Després que comencés la pandèmia de COVID-19, Cain es va quedar confinada a casa en quarantena. L'agost del 2020, es va traslladar de Florida a una església als afores de Richmond, Indiana, on acabaria de gravar el seu primer EP com a artista no independent, titulat Inbred. L'EP, totalment escrit, produït i mesclat per Cain, va ser una sortida del so més pesat del dream-pop de Golden Age i l'inici d'un camí cap a un so més net i inspirat en el rock alternatiu.
El febrer del 2021, Cain va llançar el seu primer senzill sota la nova discogràfica, titulat "Michelle Pfeiffer" amb Lil Aaron. La cançó es va estrenar a Paper i va aparèixer a Pitchfork, Billboard, Nylon i The Fader. Va anunciar el seu tercer EP titulat Inbred, amb una col·laboració amb Wicca Phase Springs Eternal. Un segon senzill, "Crush", va seguir el 18 de març, i un tercer, "Unpunishable", es va estrenar a Apple Music Radio 1 amb Zane Lowe el 15 d'abril del 2021.

### 2022-present:Preacher's Daughter
El 17 de març dle 2022, Cain va llançar el senzill "Gibson Girl", anunciant posteriorment el seu àlbum debut Preacher's Daughter, publicat el 12 de maig del 2022. L'àlbum va ser llançat a través del seu propi segell "Daughters of Cain" i inclou tretze cançons.

## Discografia

### Àlbums d'estudi
| Títol               | Detalls de l'àlbum                                                 |
| ------------------- | ------------------------------------------------------------------ |
| Preacher's Daughter | - Publicat: 12 de maig de 2022 - Segell: Daughters of Cain Records |

### EPs
| Títol      | Detalls de l'EP |
| ---------- | --- |
| Carpet Bed | - Publicat: 13 de setembre de 2019 - Segell: Independent - Format: descàrrega digital, streaming                       |
| Golden Age | - Publicat: 1 de desembre de 2019 - Segell: Independent - Format: descàrrega digital, CD, casset, streaming            |
| Inbred     | - Publicat: 23 d'abril de 2021 - Segell: Daughters of Cain Records - Format: descàrrega digital, CD, casset, streaming |

### Senzills
| Títol                                          | Any  | Àlbum               |
| ---------------------------------------------- | ---- | ------------------- |
| "Michelle Pfeiffer" (colaborant amb Lil Aaron) | 2021 | Inbred              |
| "Crush"                                        | 2021 | Inbred              |
| "Unpunishable"                                 | 2021 | Inbred              |
| "Gibson Girl"                                  | 2022 | Preacher's Daughter |
| "Strangers"                                    | 2022 | Preacher's Daughter |
| "American Teenager"                            | 2022 | Preacher's Daughter |